# هوانگهای باس
هوانگهای باس (انگلیسی: Huanghai Bus) شرکت اتوبوس‌سازی چینی است، که در سال ۱۹۵۱ تأسیس شد.